# Freudwil
Freudwil är en ort i kommunen Uster i kantonen Zürich i Schweiz. Den ligger cirka 14,5 kilometer öster om centrala Zürich. Orten har cirka 142 invånare (2021).